# Conterganstiftung
Die Conterganstiftung ist eine deutsche öffentlich-rechtliche Stiftung des Bundes mit Sitz in Köln, die im Verlauf des Contergan-Skandals am 31. Oktober 1972 zunächst unter dem Namen „Stiftung Hilfswerk für behinderte Kinder“ errichtet wurde und die Leistungen an behinderte Menschen erbringt, deren Fehlbildungen mit der Einnahme thalidomidhaltiger Präparate der Stolberger Firma Chemie Grünenthal GmbH durch die Mutter während der Schwangerschaft in Verbindung gebracht werden können und die behinderten Menschen, vor allem solchen unter 21 Jahren, durch Förderung von Einrichtungen, Forschungs- und Erprobungsvorhaben Hilfe gewährt, um ihre Eingliederung in die Gesellschaft zu fördern.
Die Stiftung speist sich aus Mitteln eines am 10. April 1970 zwischen den Eltern der betroffenen Kinder und der Herstellerfirma geschlossenen Vergleichs in Höhe von damals 100 Mio. DM sowie aus einer Aufstockung des Stiftungskapitals durch Haushaltsmittel des Bundes um mehr als das Dreifache. Nachdem die Stiftung 2005 in "Conterganstiftung für behinderte Menschen" umbenannt wurde, heißt sie seit einer Gesetzesänderung im Juli 2021 schlichtweg "Conterganstiftung".

## Organisation
Die Stiftung untersteht der Aufsicht des Bundesministeriums für Familie, Senioren, Frauen und Jugend in Zusammenarbeit mit dem Bundesministerium für Arbeit und Soziales sowie dem Bundesministerium der Finanzen, entsprechend setzt sich der Stiftungsrat, der die Tätigkeit des Stiftungsvorstandes überwacht, aus Vertretern dieser drei Ministerien sowie zwei aus dem Kreis der Empfänger gewählten Vertretern (sowie aus den jeweiligen stellvertretenden Mitgliedern) zusammen.
Der Stiftungsvorstand besteht aus drei Mitgliedern, die von den drei Bundesministerien in Abstimmung mit dem Stiftungsrat bestellt werden, und unterhält eine Geschäftsstelle in Köln. Der Stiftungsvorstand beruft zum einen die achtköpfige medizinische Kommission, die über die Vergabe von Mitteln an Contergangeschädigte entscheidet, sowie den ebenfalls aus acht ordentlichen Mitgliedern bestehenden Forschungsbeirat, der sich mit dem im Conterganstiftungsgesetz vorgeschriebenen Forschungsauftrag befasst, nämlich zur „Sicherstellung einer angemessenen und zukunftsorientierten Unterstützung contergangeschädigter Menschen“ eine umfassende und systematische Befragung der Betroffenen durchzuführen, um deren spezifische Probleme, Bedarfe und mögliche Versorgungsdefizite festzustellen. Mit dieser Erhebung beauftragte der Forschungsbeirat nach einer europaweiten Ausschreibung die Ruprecht-Karls-Universität Heidelberg, das Projekt ist terminiert vom 1. September 2010 bis zum 31. August 2012. Ein zweites Teilprojekt in diesem Zusammenhang, nämlich die Einrichtung eines elektronisch gestützten Informations- und Beratungsnetzwerks, konnte mangels geeigneter Angebote noch nicht vergeben werden.
Seit Mai 1997 werden die Conterganrenten vollständig aus dem Bundeshaushalt gezahlt, da die hierfür vorgesehenen Stiftungsmittel aufgebraucht sind. Anfang Mai 2008 kündigte Grünenthal an, freiwillig weitere 50 Millionen Euro in die Contergan-Stiftung einzubezahlen, was Mitte Juli 2009 umgesetzt wurde. Darüber fördert die Conterganstiftung Projekte, die contergangeschädigten Menschen zugutekommen. Zudem soll ein Netzwerk aufgebaut werden, das Wissen zum Umgang mit Conterganschädigungen in Form einer Wissensdatenbank zur Verfügung stellt.
Im November 2019 wurde die Stiftung in Medienberichten kritisiert, laut denen 58 brasilianischen Opfern die lebenslange Entschädigung gestrichen werden solle. Die Stiftung wies die Vorwürfe zurück und entgegnete, dass sie aufgrund rechtlicher Bindungen lediglich eine Untersuchung einleiten musste, nachdem Zweifel aufgekommen waren, ob die Behinderungen der brasilianischen Menschen tatsächlich durch ein Arzneimittel der Firma Grünenthal ausgelöst wurden. Als Reaktion darauf erließ der Bundestag eine Gesetzesänderung, nach der die einmal genehmigten Leistungsansprüche der Begünstigten nicht mehr aberkannt werden können, wodurch das Anhörungsverfahren ohne weitere Konsequenzen beendet wurde.

## Leistungen und Hilfen
Die Höhe der jeweiligen Leistungen ist abhängig von der Höhe der festgestellten Schadenspunkte. Diese Bewertung führt die Medizinische Kommission der Conterganstiftung durch. Die Zahlungen an Contergangeschädigte umfassen (Stand 2022) die folgenden Leistungskategorien: 
- Einmalige Kapitalentschädigung[12]
- Lebenslange monatliche Conterganrente[13]
- Rentenkapitalisierung[14]
- Jährliche Sonderzahlung[15]

Als Hilfen werden erbracht
- Hilfsmittel für spezifische Bedarfe über einen jährlichen Pauschalbetrag[15]
- Assistenzleistungen, Persönliches Budget oder Fahrdienst[16]

Seit 2013 werden Leistungen ausländischer Staaten auf die Conterganrente angerechnet. Das Bundesverfassungsgericht erklärte auf eine Vorlage des Bundesverwaltungsgerichts diese Vorschrift für mit dem Grundgesetz vereinbar.

### Verhältnis zu anderen Leistungen
Contergangeschädigte sind beim Bezug anderer Sozialleistungen stark privilegiert. Nach § 18 ContStifG gelten bei Contergangeschädigten folgende Besonderheiten:
- Leistungen an Contergangeschädigte werden bei anderen Sozialleistungen grundsätzlich nicht angerechnet.
- Der Sozialhilfeträger kann bei Contergangeschädigten grundsätzlich niemanden zum Unterhalt heranziehen.
- Weder der Contergangeschädigte noch sein Ehegatte müssen Vermögen bei Leistungen der Sozialhilfe einsetzen.
- Einkommen des Contergangeschädigten und seinem Ehegatten bleibt bei den Hilfen in besonderen Lebenslagen (5. bis 9. Kapitel) außer Betracht.

## Weitere Organisationen
Neben der Conterganstiftung gibt es weitere unabhängige Interessenverbände von Betroffenen und Angehörigen, beispielsweise den Bundesverband Contergangeschädigter e.V., den Bund Contergangeschädigter und Grünenthalopfer e.V. und das Contergannetzwerk Deutschland e.V.

## Gesetzliche Grundlagen
- Hilfswerk für behinderte Kinder: BGBl. 1971 I S. 2018 und BGBl. 1972 I S. 2045
- Conterganstiftungsgesetz: BGBl. 2005 I S. 2967
- Conterganstiftungsgesetz in der Fassung der Bekanntmachung vom 25. Juni 2009 (BGBl. I S. 1537)